# Исраелян, Рафаел Саркисович
Рафае́л Сарки́сович Исраеля́н (Рафаэл Сергеевич Исраэлян; 1908—1973) — советский, армянский архитектор, педагог. Народный архитектор СССР (1970). Лауреат Сталинской премии первой степени (1951).

## Биография
Родился 17 (30) сентября 1908 года в Тифлисе (ныне Тбилиси, Грузия) в семье известного педагога и учёного-языковеда Саркиса Исраэляна.
Окончив Тбилисскую рабочую школу № 72 и техникум (1925), в 1926 году поступил в Тбилисскую академию художеств, откуда с третьего курса перевёлся в Ленинградский институт гражданских инженеров (1929), а в 1932 году продолжил обучение на архитектурном факультете Ленинградского института живописи, скульптуры и архитектуры им. И. Репина. В 1934 году окончил институт с отличием.
В 1936 году переехал на постоянную работу в Ереван, с которым в дальнейшем связана вся его творческая жизнь. С 1936 по 1941 год работал архитектором в архитектурно-проектной мастерской № 2 при Национальном комитете коммунального хозяйства Армянской ССР. В 1941—1943 годах работал в Комитете охраны исторических памятников Армении старшим научным сотрудником.
В 1944 году состоялась первая персональная выставка архитектора, которая прошла в Доме архитекторов Армении.
Занял первое место в открытом конкурсе на строительство арки Победы в Ереване.
В 1947—1949 годах работал архитектором-дизайнером в архитектурной мастерской Управления архитектуры при Совете Министров Армянской ССР, в 1951—1973 — главным архитектором «Армпромпроект» Госстроя Армянской ССР.
Проектировал и строил самые разные сооружения — жилые дома, клубы, промышленные и сельские здания и сооружения, парки и монументы. Одновременно занимался прикладными видами искусства: обложки книг, керамика, ювелирные изделия, значки, памятные знаки, экслибрисы и многое другое.
В 1952 году, в Институте живописи, скульптуры и архитектуры им. Репина защитил диссертацию на тему «Мои работы в архитектуре», получил степень кандидата архитектуры.
С 1940 по 1963 год преподавал в Ереванском политехническом институте. С 1947 года — доцент.
Член Союза архитекторов СССР.
В 1950 году был избран депутатом Ереванского городского совета.
Скончался 8 сентября 1973 года в Ереване.

### Семья
Отец, Саркис Акопович Исраелян, родился в Шуше, специалист по армянскому языку и литературе, коллекционер фольклора, вёл активную научную и просветительскую деятельность в различных регионах Арцаха, в Тбилиси (Грузия). Его мать, Мариам Ахназарян, родилась в Нахичевани (ныне Азербайджанская Республика).
В 1934 году женился на Софии Мурадян.

## Звания и награды
- Заслуженный деятель искусств Армянской ССР (1961)[3]
- Заслуженный архитектор Армянской ССР (1968)[3]
- Народный архитектор СССР (1970)
- Сталинская премия первой степени (1950) — за монумент «И. В. Сталин» в Ереване (1950, совместно со скульптором С. Д. Меркуровым)
- Премия Совета Министров СССР (1973)
- Грамоты Верховного Совета Армянской ССР (1945, 1950, 1961)
- Первое место на II Всесоюзном смотре творчества молодых мастеров архитектуры (1947)

## Проекты
- винные подвалы треста «Арарат» (1937—1963, 1-я совместная работа с Г. Б. Кочаром)
- здание Ереванского коньячно-винно-водочного комбината «Арарат» (1938)
- акведук через реку Раздан (1949)
- монумент Победы (1950, со статуей И. Сталина скульптора С. Меркурова) в Ереване[4]
- Арка Чаренца (1957)
- профилакторий завода имени С. М. Кирова в Арзакане (Армения, 1957)
- монумент «Ваагн» (1965, скульптор А. А. Арутюнян)
- мемориальный комплекс «Сардарапатское сражение» (в Октемберянском районе Армении, 1968)
- здание Музея (в Октемберянском районе Армении, 1977)